# Tecido conjuntivo

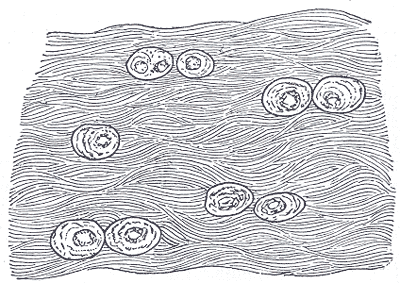
Tecidos conjuntivo frouxo é aquele que possui muita substância fundamental e poucas fibras.

Tecido conjuntivo ou tecido conectivo se refere ao grupo de tecidos orgânicos responsáveis por unir, ligar, nutrir, proteger e sustentar os outros tecidos. São responsáveis pelo estabelecimento e pela manutenção da forma do corpo. Caracteriza-se por apresentar variados tipos celulares, que são separados por uma grande quantidade de matriz extracelular. Essa matriz, é responsável por conectar as células e os órgãos, dando suporte ao corpo. Além disso, é o principal componente desse tipo de tecido e consistem em diferentes combinações de proteínas fibrosas e em um conjunto de macromoléculas hidrofílicas e adesivas, que constituem a substância fundamental.

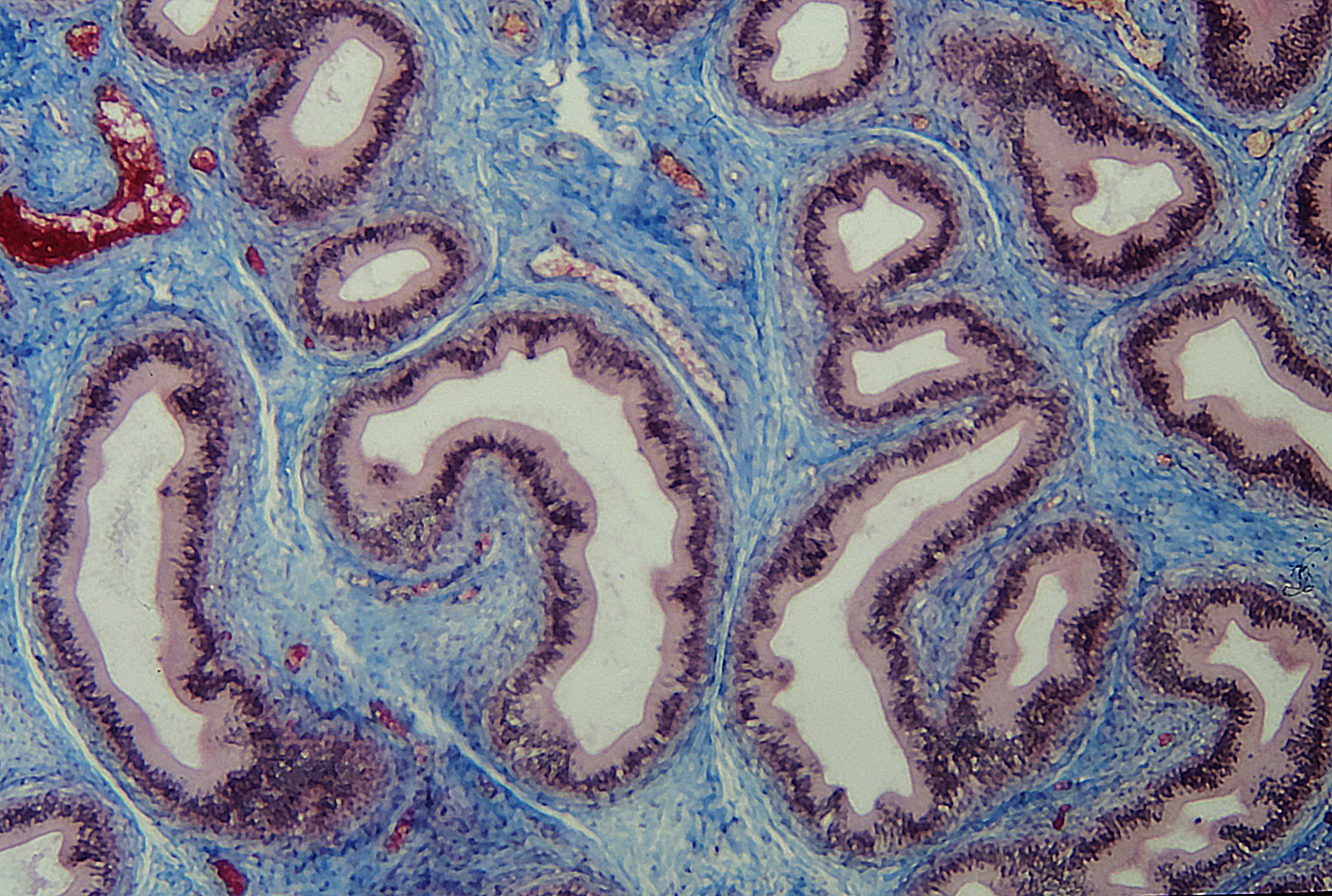
Tecido conjuntivo (azul) é visto sustentando o epitélio (roxo) do epidídimo.

## Origem
A maior parte dos tecidos conjuntivos origina-se das células do folheto germinativo intermediário dos tecidos embrionários conhecido como mesoderme, especialmente do mesênquima. As células mesenquimais são alongadas, têm um núcleo oval, com cromatina fina e nucléolo proeminente. Estas células possuem muitos prolongamentos citoplasmáticos e são imersas em uma matriz extracelular abundante e viscosa com poucas fibras. As células mesenquimais migram de seu lugar de origem e envolvem e penetram nos órgãos em  desenvolvimento e dão origem também a tecidos epiteliais.

## Funções
As principais funções são:

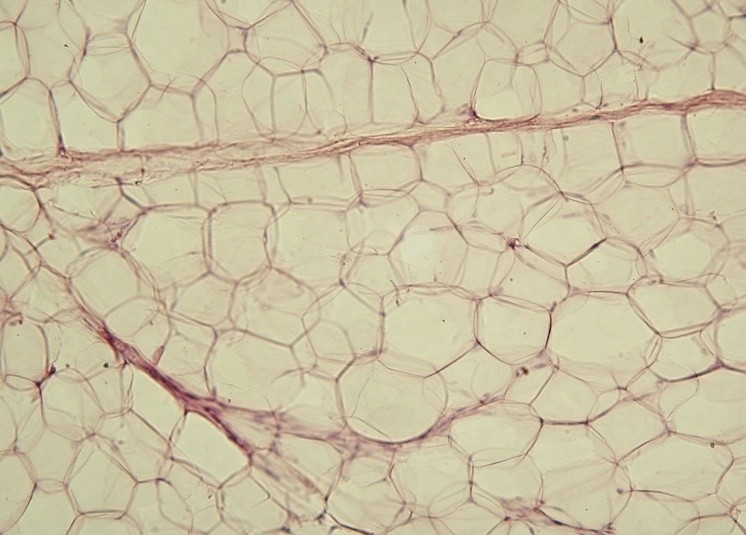
Tecido conjuntivo adiposo conservado com parafina.

- Estabelecimento e manutenção da forma do corpo;
- Apoio e proteção;
- Conexão entre diferentes partes do  corpo;
- Transporte de substâncias;
- Sustentação e mobilidade;
- Armazenamento de gordura;
- Defesa do organismo.

## Estrutura
Os componentes do tecido conjuntivo podem ser divididos em três classes: células, fibras e substância fundamental. Além de desempenhar uma evidente função estrutural, a grande variedade de tecidos conjuntivos reflete a variedade de composição e na quantidade de seus três componentes, os quais são responsáveis pela notável diversidade estrutural, funcional e patológica do tecido conjuntivo.

### Matriz extracelular[2]
Além de dar suporte ao corpo, a matriz extracelular dos tecidos conjuntivos também serve como um meio pelo qual nutrientes e catabólitos são trocados entre as células e seu suprimento sanguíneo.
As células do tecido conjuntivo ficam imersas em grande quantidade de substâncias intercelular denominada matriz, ou seja, ficam localizados entre células.
As matrizes extracelulares consistem em diferentes combinações de proteínas fibrosas e de substância fundamental e diferente de outros tecidos que são formados principalmente por células (epitelial, muscular e nervoso), o principal constituinte do conjuntivo é a matriz extracelular (especialmente substância fundamental amorfa SFA).

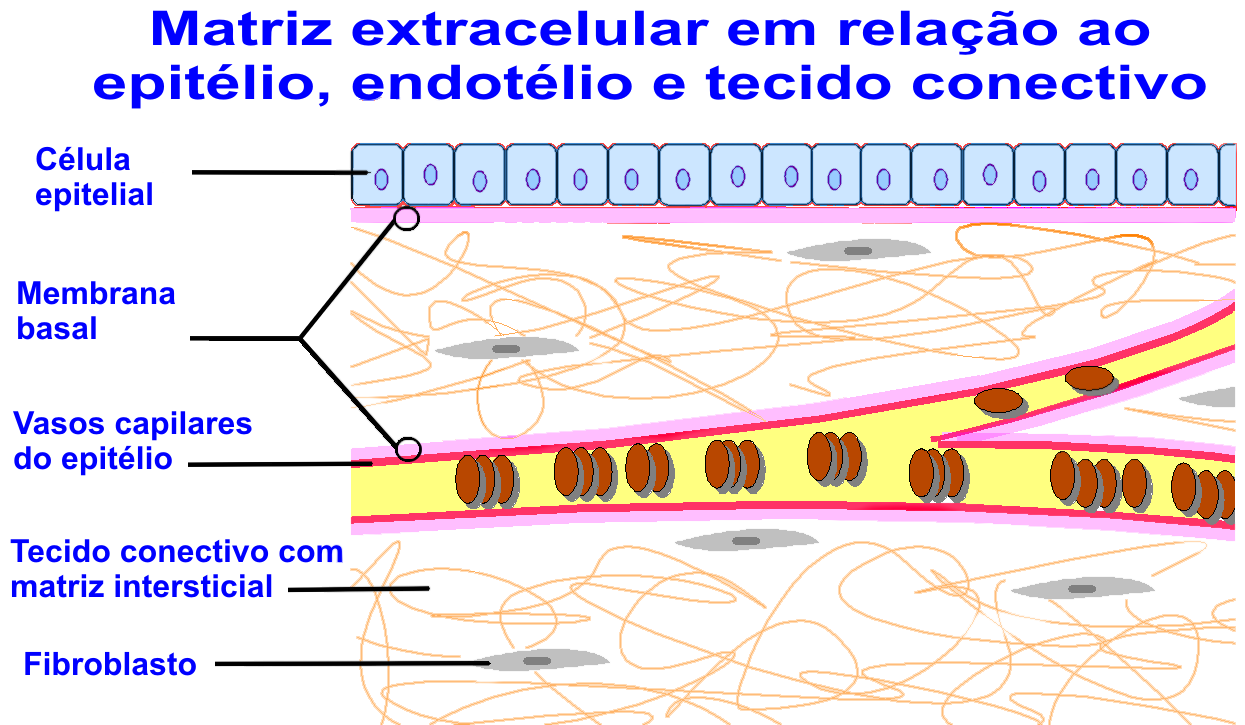
Ilustração da matriz extracelular (membrana basal e matriz intersticial) em relação ao epitélio, endotélio e tecido conjuntivo.

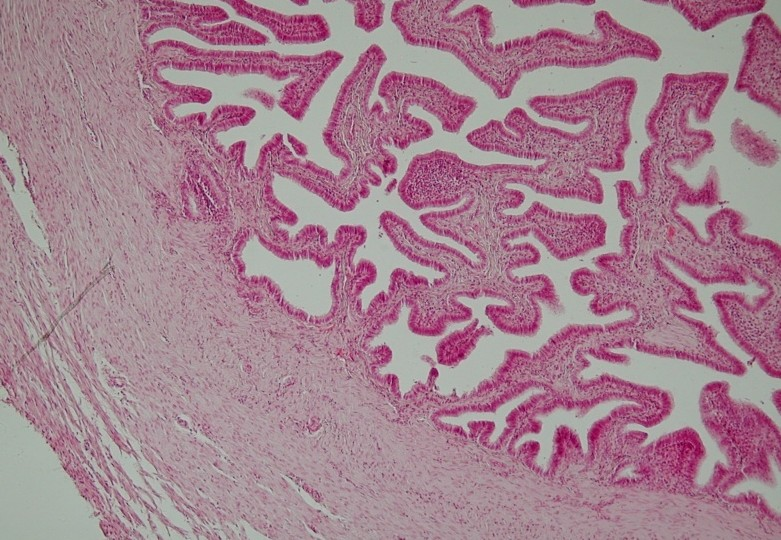
O tecido conjuntivo é rico em fibras colágenas e substância amorfa, ao contrário dos outros tipos de tecidos que são predominantemente compostos por células.

A matriz extracelular é formada por:
- Substância fundamental
  - Glicosaminoglicanos;
  - Proteoglicano;
  - Glicose;
  - Glicosmatiaínas;
  - Glicoproteínas.

- Fibras
  - Colágenas;
  - Elásticas;
  - Reticulares.

- Camada de solvatação
  - Íons;
  - Água.

### Substância Fundamental Amorfa[2]
Substância fundamental é um complexo viscoso e altamente hidrofílico de macromoléculas aniônicas (glicosaminoglicanos  e proteoglicanos) e glicoproteínas multiadesivas (laminina, fribonectina, entre outras) que se ligam a proteínas receptoras(integrinas) presente na superfície das células bem como a outros componentes da matriz, fornecendo, desse modo, força tênsil e rigidez à matriz.

### Fibras[2]

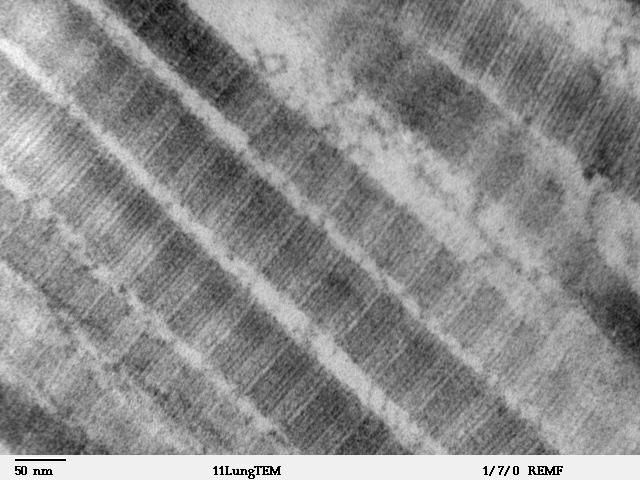
Fibras colágenas do um tecido conjuntivo denso modelado do pulmão.

Fibras predominantemente diversos tipos de colágenos, constituem os tendões, aponeuroses, cápsulas de órgãos, e membranas que envolvem o sistema nervoso central (meninges). Elas também constituem as trabéculas e "paredes" que existem dentro de vários órgãos, formando o componente mais resistente do estroma(tecido de sustentação) dos órgãos.  As fibras do sistema elástico, por sua vez, apresentam características funcionais variáveis, podendo oferecer resistência ou elasticidade aos tecidos.

## Tipos de tecidos conjuntivos

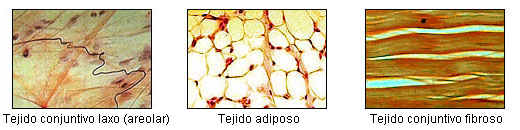
Tecidos conjuntivos não especializados: frouxo (laxo), adiposo e denso (fibroso).

Há diversas variedades de tecidos conjuntivos, formados pelos componentes básicos já descritos (células e matriz extracelular). Os nomes dados a esses vários tipos de tecidos refletem o seu componente predominante ou a organização estrutural do tecido.
Tecido conjuntivo propriamente dito (não especializado)
- Tecido conjuntivo frouxo ou laxo;
- Tecido conjuntivo denso:
  - Tecido conjuntivo denso modelado;
  - Tecido conjuntivo denso não modelado.6. Tecido conjuntivo denso não modelado do esôfago

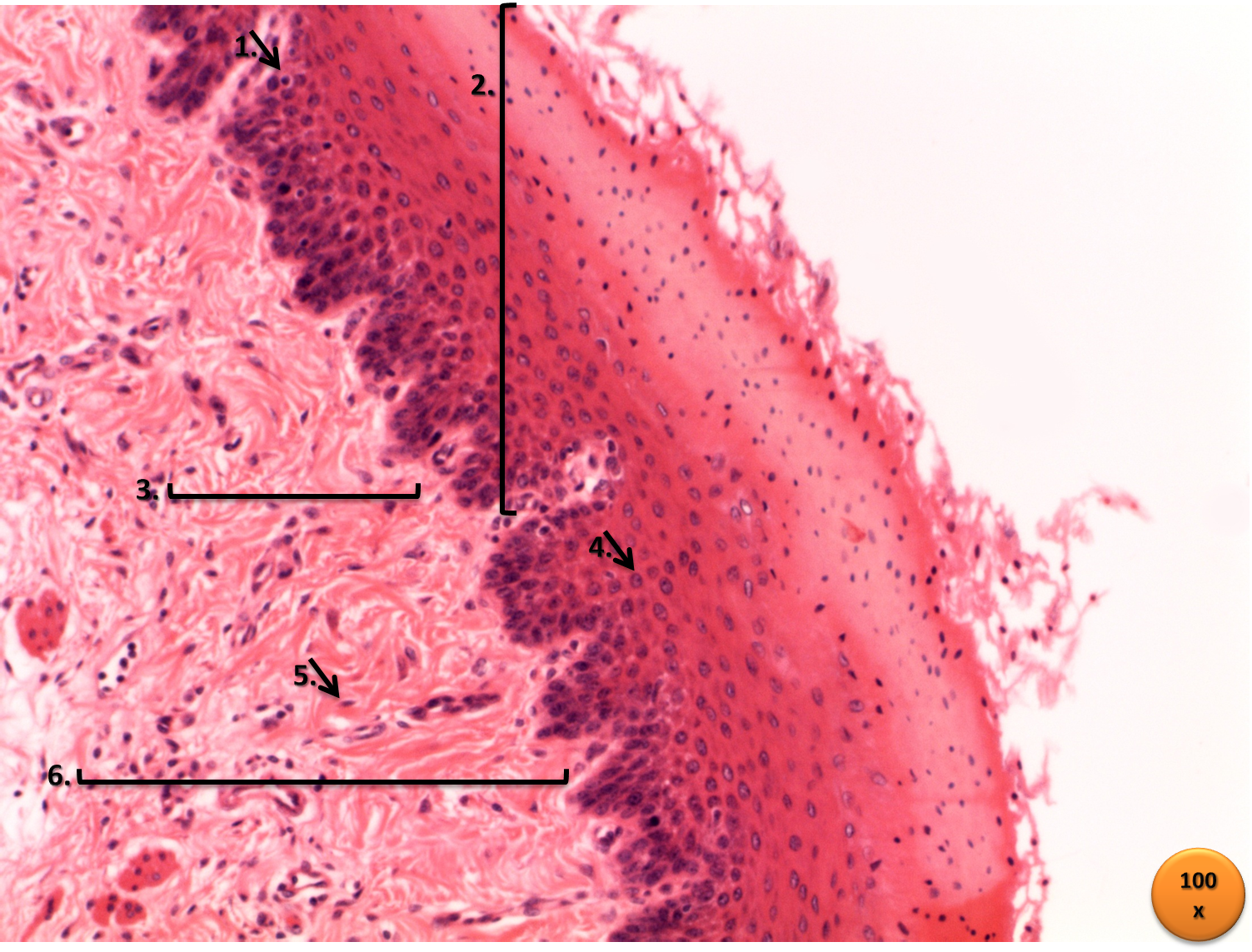
6. Tecido conjuntivo denso não modelado do esôfago

O tecido conjuntivo frouxo suporta estruturas normalmente sujeitas a pressão e atritos pequenos, sendo um tecido muito comum que preenche espaços entre grupos de células musculares, suporta células epiteliais e forma camadas em tomo dos vasos sanguíneos. É também encontrado nas papilas da derme, na hipoderme, nas membranas serosas que revestem as cavidades peritoneais e pleurais e nas glândulas.  As células mais numerosas são os fibroblastos e macrófagos, mas todos os outros tipos celulares do tecido conjuntivo também estão presentes, além de fibras dos sistemas colágeno e elástico. Ele tem uma consistência delicada, é flexível, bem vascularizado e não muito resistente a trações. 
Já o tecido conjuntivo denso é adaptado para oferecer resistência e proteção aos tecidos. É formado pelos mesmos componentes encontrados no tecido conjuntivo frouxo, entretanto, existem menos células e uma clara predominância de fibras colágenas. Ele é menos flexível e mais resistente à tensão que o tecido conjuntivo frouxo. 
Quando as fibras colágenas são organizadas em feixes sem uma orientação definida, o tecido chama-se denso não modelado. Neste tecido, as fibras formam uma trama tridimensional, o que lhes confere certa resistência às trações exercidas em qualquer direção. Este tipo de tecido é encontrado, por exemplo, na derme profunda da pele.
O tecido denso modelado apresenta feixes de colágeno paralelos uns aos outros e alinhados com os fibroblastos. Trata-se de um conjuntivo que formou suas fibras colágenas em resposta às forças de tração exercidas em um determinado sentido. Neste caso, os fibroblastos, em resposta a forças que normalmente atuam sobre os tecidos, orientam as fibras que produzem de modo a oferecer o máximo de resistência a estas forças.

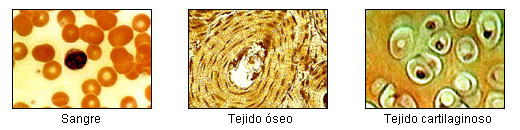
Tecidos conjuntivos especializados: sanguíneo, ósseo e cartilaginoso.

Tecido conjuntivo especializado
- Tecido ósseo;
- Tecido cartilaginoso;
- Tecido sanguíneo.Tecidos conjuntivos especializados: sanguíneo, ósseo e cartilaginoso.

Tecido conjuntivo de propriedades especiais
- Tecido adiposo;
- Tecido elástico;
- Tecido hematopoético;
- Tecido mucoso.

### Células do tecido conjuntivo

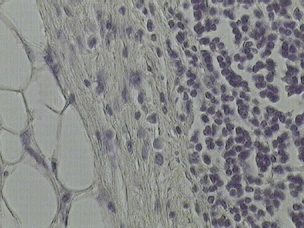
Tecidos conjuntivos propriamente ditos tingidos com hematoxilina e eosina, visto ao microscópio.

Os tecidos conjuntivos apresentam diversos tipos de células com diferentes origens e funções.
Algumas células desse tecido, como os fibroblastos, originam-se localmente a partir de uma célula mesenquimal indiferenciada, e permanecem toda sua vida no tecido conjuntivo; outras células, tais como os mastócitos, macrófagos e plasmócitos, originam-se de uma célula-tronco hemocitopoética da medula óssea, circulam no sangue e se movem para o tecido conjuntivo, no qual executam suas funções. Os leucócitos também se originam na medula óssea. Em geral, os leucócitos migram para o tecido conjuntivo, onde residem por poucos dias.

#### Funções das células do tecido conjuntivo[2][3]
- Fixas ou Residentes
  - Fibroblastos: Produzem fibras e a substância fundamental e estão envolvidos na produção de fatores de crescimento;
  - Adipócitos: Armazenam gordura, formam grandes capas capazes de proteger órgãos de impacto e do frio que também servem como fonte de energia, vitaminas lipossolúveis e água;
  - Macrófagos: Envolvem e digerem substâncias estranhas (fagocitose);
  - Mastócitos: Células responsáveis pelo processo inflamatório, reações alérgicas e na expulsão de parasitas.
- Transitórias
  - Plasmócitos: Produzem imunoglobulinas como resposta a partículas estranhas (antígeno);
  - Linfócitos: Um tipo de leucócito responsável por detectar a natureza do invasor e a reação necessária para eliminá-lo.